# Дуб двуцветный
Дуб двуцве́тный (лат. Quercus bicolor) — дерево семейства Буковые (Fagaceae).
В английском языке дуб получил имя Swamp White Oak, что значит «белый болотный дуб». Как следует из названия, этот вид растёт на болотистых почвах.

## Распространение и среда обитания
В естественных условиях произрастает в восточных прибрежных регионах, а также на Среднем Западе Северной Америки: от южных районов Квебека до штата Мэн на востоке до юга Миннесоты на западе. В редких случаях встречается южнее реки Огайо.
Его ареал заходит намного дальше на север, чем у других дубов, например, чем у дуба Мишо (лат. Quercus michauxii) или дуба лировидного (лат. Quercus lyrata).

## Ботаническое описание
Это средних размеров дерево, самый высокий экземпляр достигал 29 метров, тогда как обычно дубы не вырастают выше 20 м.
Кора напоминают кору белого дуба. Листья овальные, длиной 12—18 см и 7—11 см в ширину, всегда серовато-зелёные снизу. Кроме того, листовая пластинка разделена на пять-семь долей с каждой стороны. Всё это позволяет считать этот вид переходным между дубом Мишо (лат. Quercus michauxii) и белым дубом (лат. Quercus alba). Жёлуди длиной 1,5—2 см и шириной 1—2 см спеют через шесть месяцев после опыления.
В природе двуцветный дуб нередко растёт рядом с дубом крупноплодным (лат. Quercus macrocarpa). В результате формируются гибриды.

## Значение
Двуцветный дуб является одним из наиболее важных видов белых дубов для лесной промышленности. Кроме того, этот вид стал широко использоваться в ландшафтной архитектуре, поскольку относительно нечувствителен к пересадкам.

## Систематика
Вид помещают в секцию Lepidobalanus.
Синонимы:
- Quercus alba var. palustris Marshall
- Quercus bicolor var. angustifolia Dippel
- Quercus bicolor var. cuneiformis Dippel
- Quercus bicolor var. mollis Nutt.
- Quercus bicolor var. platanoides (Lam.) A.DC.
- Quercus discolor var. bicolor (Willd.) Hampton
- Quercus filiformis Muhl. ex A.DC. nom. inval.
- Quercus mollis Raf.
- Quercus paludosa Petz. & G.Kirchn.
- Quercus pannosa Bosc ex A.DC. nom. illeg.
- Quercus platanoides (Lam.) Sudw.
- Quercus prinus var. bicolor (Willd.) Spach
- Quercus prinus var. discolor F.Michx.
- Quercus prinus var. platanoides Lam.
- Quercus prinus var. tomentosa Michx.
- Quercus velutina L'Hér. ex A.DC. nom. illeg.